# Swim (Caribou)
Swim è un album in studio del musicista canadese Caribou, pubblicato nel 2010.

## Tracce
1. Odessa – 5:15
2. Sun – 5:44
3. Kaili – 4:41
4. Found Out – 3:18
5. Bowls – 6:20
6. Leave House – 5:11
7. Hannibal – 6:14
8. Lalibela – 2:25
9. Jamelia (feat. Luke Lalonde) – 3:58